# Лиственный (Екатеринбург)
Ли́ственный — бывший посёлок в Свердловской области. Микрорайон Екатеринбурга. Входит в новообразованный Академический район (до 2021 года относился к Верх-Исетскому району Екатеринбурга).
Расположен в юго-западной части города. Расстояние до центра Екатеринбурга (напрямую) — 8 км, до ближайшей железнодорожной станции «Екатеринбург Пассажирский» — 14 км, до микрорайона Широкая Речка (г. Екатеринбург) — 1 км. Ближайшие населённые пункты — Екатеринбург, Мичуринский и Московский.

## История
До 22 ноября 1966 года посёлок Лиственный носил название «посёлок диспетчерской Свердловского торфотреста», переименован Указом Президиума Верховного Совета РСФСР.
Вплоть до середины 2000-х годов посёлок входил в состав Широкореченского поселкового совета.
9 декабря 2014 года был назначен опрос жителей по вопросу присоединения поселка к городу Екатеринбургу. 10 марта 2015 года на основании Акта об установлении факта отсутствия граждан поселок был признан не имеющим постоянного населения.
11 февраля 2016 населённый пункт был упразднён и включён в городскую черту Екатеринбурга.

## Демография
По переписи 2002 года в посёлке проживало 384 человека, в том числе 187 мужчин и 197 женщин. Преобладающая национальность (на 2002 год) — русские (86 %). По данным похозяйственного учёта, в 2009 году в поселке проживало 530 человек, однако по переписи 2010 года посёлок не имеет постоянного населения. Причина — несколько домов, относившихся к поселку полностью ликвидированы, на их месте — многочисленные коттеджи и землеотведы по новым ул. М.Цветаевой — ул. Академика Капицы и др.
| 2002 | 2009 | 2010 |
| ---- | ---- | ---- |
| 384  | ↗530 | ↘0   |

- 2002 год — 384 человека[12].